# Аменхотеп III
Аменхотеп ІІІ (англ. Amenhetep ІІІ) — давньоєгипетський фараон (близько 1405—1367 до н. е.) з XVIII династії.

## Життєпис
За його правління могутність Єгипту сягнула апогею. Було збудовано храм Амона-Ра в Луксорі та заупокійний храм з величезними статуями Аменхотепа ІІІ — «колосами Мемнона». Одна з них тріснула і, коли на світанку змінюється температура повітря, вона подає виючий звук, що вважається надприродним. Син Аменхотепа ІІІ, Аменхотеп IV, змінив своє ім'я на Ехнатон.

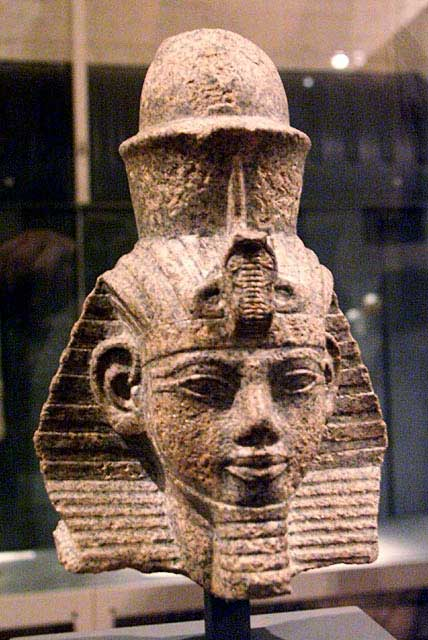
Аменхотеп III, скульптура з музею єгиптології в Берліні
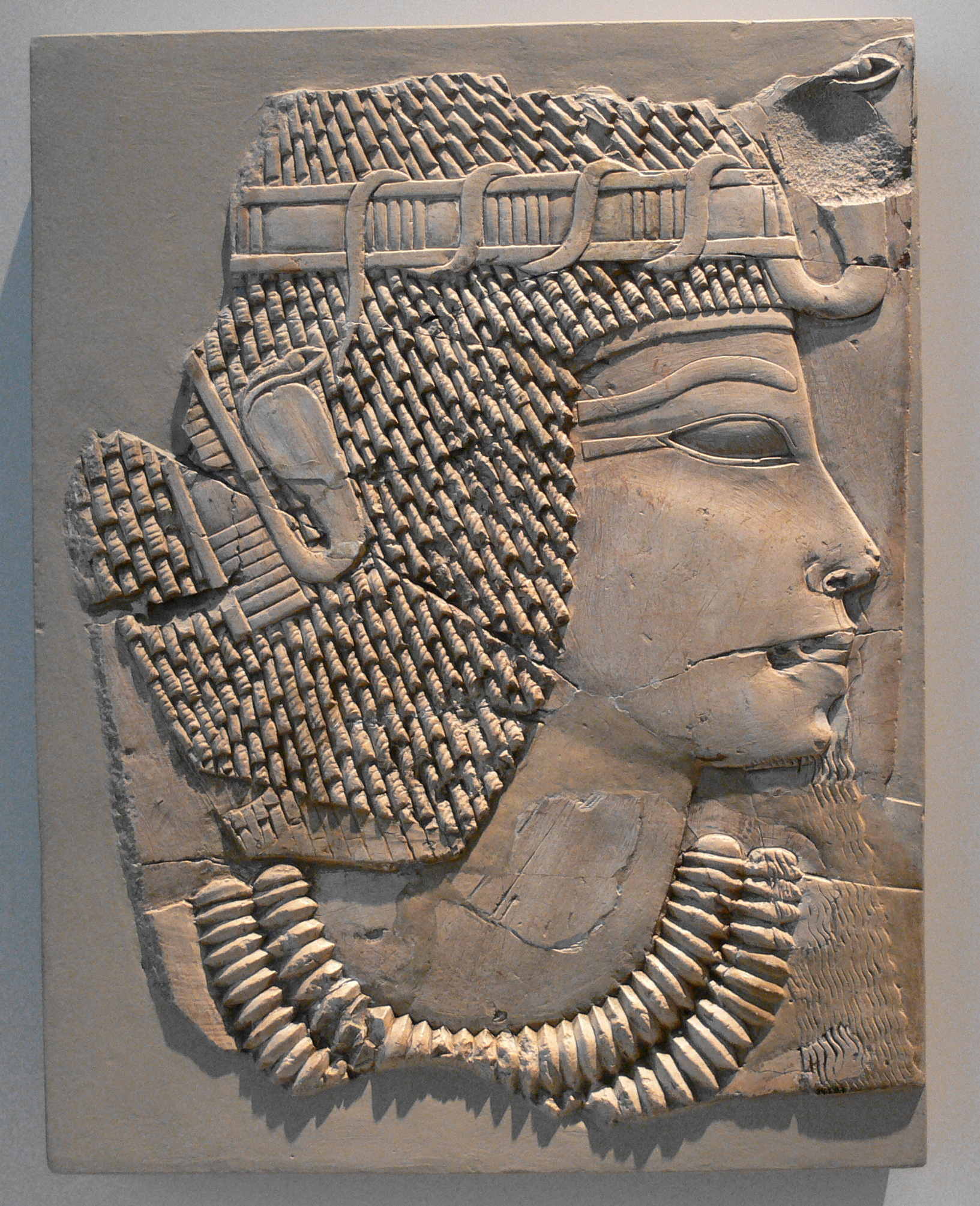
Рельєф Аменхотепа III, з гробниці Хаемхета (TT 57), захід Фів
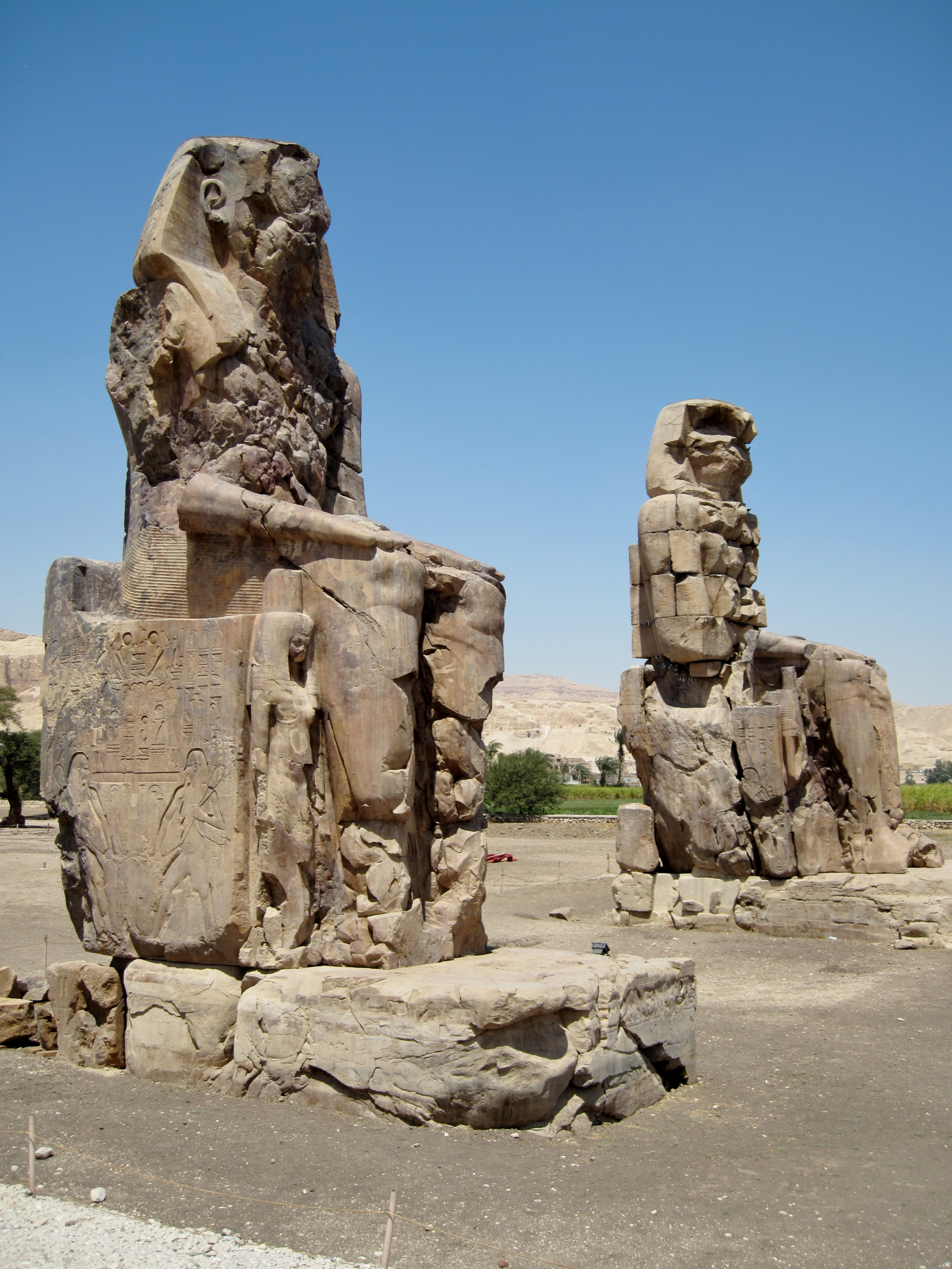
Колосальні статуї Аменхотепа (т. зв. Колоси Мемнона)
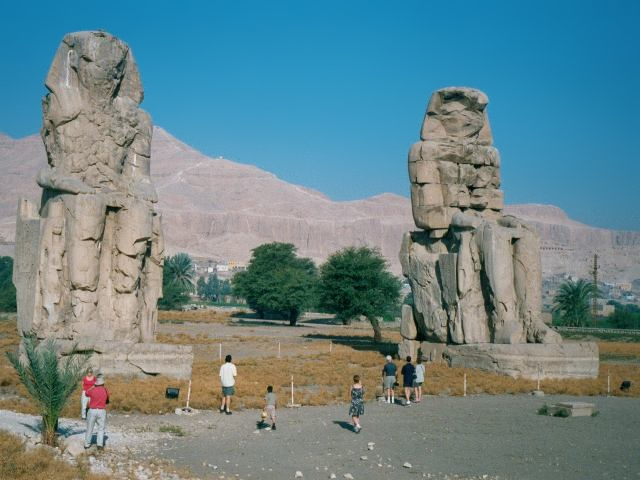
Колоси Мемнона зображують Аменхотепа III